# André Parrot
André Parrot (Désandans, 15 de febrero de 1901 - París, 24 de agosto de 1980) fue un arqueólogo francés que centró su labor profesional en el Creciente Fértil. Lideró excavaciones en territorios entonces pertenecientes a Líbano, Irak y Siria, centrándose especialmente en la ciudad mesopotámica de Mari, y excavando también las de Tello y Larsa. Entre 1958 y 1962 dirigió el museo parisino del Louvre. Miembro de la Academia de las inscripciones y lenguas antiguas (en francés: Académie des Inscriptions et Belles-Lettres, fue galardonado con la Legión de Honor.
Es conocido principalmente por sus más de cuarenta años de investigación en Mari (1933 - 1974). Algunos de sus libros son considerados clásicos de la sumeriología.

## Obra escrita
- Mari, une ville perdue, 1936.
- Archéologie mésopotamienne, 1946-53.
- Sumer, 1960.
- Assur, 1961.
- Abraham et son temps, 1962.
- Le Trésor d'Ur, 1968.
- L'Art de Sumer, 1970.
- Les fouilles de Mari, 1970-71.
- Mari, capitale fabuloise, 1974.
- L'archéologie, 1976.
- L'aventure archéologique, 1979.